# Embalse de la Torrassa
El embalse de la Torrassa se encuentra en el río Noguera Pallaresa. La presa está situada entre los municipios de La Guingueta y Espot, en la provincia de Lérida, España.
El nombre de la Torrassa procede la antigua torre de vigilancia que existía en este lugar. Justo antes de la presa, el embalse recibe las aguas del torrente de Berrós, y justo después, de la presa, las aguas del río Escrita, procedente del lago de San Mauricio. 
Por el lado derecho del embalse discurre la carretera C13, entre el Valle de Arán y la Puebla de Segur. Poco antes de la presa surge, a la derecha, la carretera LV-5004, que lleva hasta la población de Espot, a 7 km. En el cruce hay una gasolinera. A la izquierda del embalse hay otra carretera más pequeña y menos transitada que conduce a la localidad de Berrós, más abajo de la presa, que forma parte de La Guingueta. Esta carretera coincide con un tramo del GR-11 de senderismo.
En la parte posterior del embalse, recibe las aguas del río de Jou por la derecha, en el lugar donde se encuentra un grupo de viviendas -un hotel, una tienda y un camping- que pertenecen a La Guingueta, municipio que comprende catorce pueblos de gran interés por su contenido en arte románico. 
En la cola del embalse hay una zona húmeda conocida como la Mollera de Escalarre, interesante por sus aves acuáticas y su vegetación, aunque quedó dañada por la construcción de la presa, que hace que el nivel del embalse varíe de forma irregular. 
El clima es de montaña y el embalse se congela de forma superficial con normalidad en invierno.
En marzo de 2014 se hizo una intervención para eliminar una planta acuática invasora, Elodea canadensis, que llevaba en el embalse desde hacía más de veinte años. Hasta este año, la forma de eliminarla era hacer bajar el agua del embalse y utilizar un rastrillo de forma manual. Desde 2014 se emplea una máquina anfibia que corta la planta y la extrae desde la superficie del agua.
En primavera se organizan concursos de pesca debido a la abundancia de truchas.

## Central Hidroeléctrica Espot-Torrassa
A poca distancia de la presa de la Torrassa, hacia el sur, se encuentra la Central Hidroeléctrica de Espot-Torrassa, reformada en 2010, que recibe agua del río Escritá mediante un canal procedente de un pequeño embalse situado a la salida del pueblo de Espot, a 1300 m de altitud, que rodea la montaña hasta un punto por encima de la central, desde donde una caída de 410 m alimenta las turbinas para producir una potencia de 9.760 kW.